# Eisenbahnunfall von Mangueira
Der Eisenbahnunfall von Mangueira war ein Frontalzusammenstoß zweier Pendlerzüge am 4. März 1958 in Mangueira, drei Kilometer vom Stadtzentrum von Rio de Janeiro entfernt. 128 Menschen starben.

## Unfall
Aufgrund eines Signalfehlers fuhren auf demselben Gleis ein stadtauswärts fahrender und ein stadteinwärts fahrender Zug der Estrada de Ferro Central do Brasil aufeinander zu. Der Zusammenstoß erfolgte unter einer Autobahnbrücke, wo sich die beiden Züge ineinander schoben, verkeilten und sich die Wracks der Personenwagen aufeinander türmten.

## Folgen
Neben den 128 Toten gab es noch 300 Verletzte. Dies war der vierte Eisenbahnunfall in Brasilien mit mehr als 50 Toten innerhalb von sieben Jahren. Die vorherigen waren die Eisenbahnunfälle von Nova Iguaçu (1951), Piquet Carneiro (1951) und Anchieta (1952).
Am Tag nach dem Unfall stürmten und zerstörten aufgebrachte Angehörige der Passagiere die Bahnhöfe von Mangueira und Engenho de Dentro. Der Versuch, drei weitere Bahnhöfe in der Nähe zu verwüsten, wurde von der Polizei abgewehrt. Der Staatspräsident von Brasilien, Juscelino Kubitschek, entließ, nachdem die Unfalluntersuchung Nachlässigkeit im Bahnbetrieb festgestellt hatte, drei hohe Beamte der Estrada de Ferro Central do Brasil.